# Антоніо Пучадес
Антоніо Пучадес Казанова (ісп. Antonio Puchades Casanova, 4 червня 1925, Суека — 24 травня 2013, Суека) — іспанський футболіст, що грав на позиції півзахисника за клуб «Валенсія», а також національну збірну Іспанії.
Чемпіон Іспанії. Дворазовий володар Кубка Іспанії. 

## Клубна кар'єра
У футболі дебютував 1946 року виступами за команду «Валенсія», кольори якої і захищав протягом усієї своєї кар'єри гравця, що тривала тринадцять років. Більшість часу, проведеного у складі «Валенсії», був основним гравцем команди. За цей час виборов титул чемпіона Іспанії і двічі виграв Кубок Іспанії.

## Виступи за збірну
1949 року дебютував в офіційних матчах у складі національної збірної Іспанії. Протягом кар'єри у національній команді провів у її формі 23 матчі, забивши 6 голів.
У складі збірної був учасником чемпіонату світу 1950 року у Бразилії, де зіграв з США (3-1), з Чилі (2-0), з Англією (1-0) на першому груповому етапі і з Уругваєм (2-2), з Бразилією (1-6) і зі Швецією (1-3) на другому. 
Помер 24 травня 2013 року на 88-му році життя у місті Суека.

## Титули і досягнення
- Чемпіон Іспанії (1):

«Валенсія»: 1946-1947
- Володар Кубка Іспанії (2):

«Валенсія»: 1948-1949, 1954
- Володар Кубка Еви Дуарте (1):

«Валенсія»: 1949